# Triumfetta goldmanii
Triumfetta goldmanii är en malvaväxtart som beskrevs av Joseph Nelson Rose. Triumfetta goldmanii ingår i släktet triumfettor, och familjen malvaväxter. Inga underarter finns listade i Catalogue of Life.